# Kościół św. Marcina w Linzu

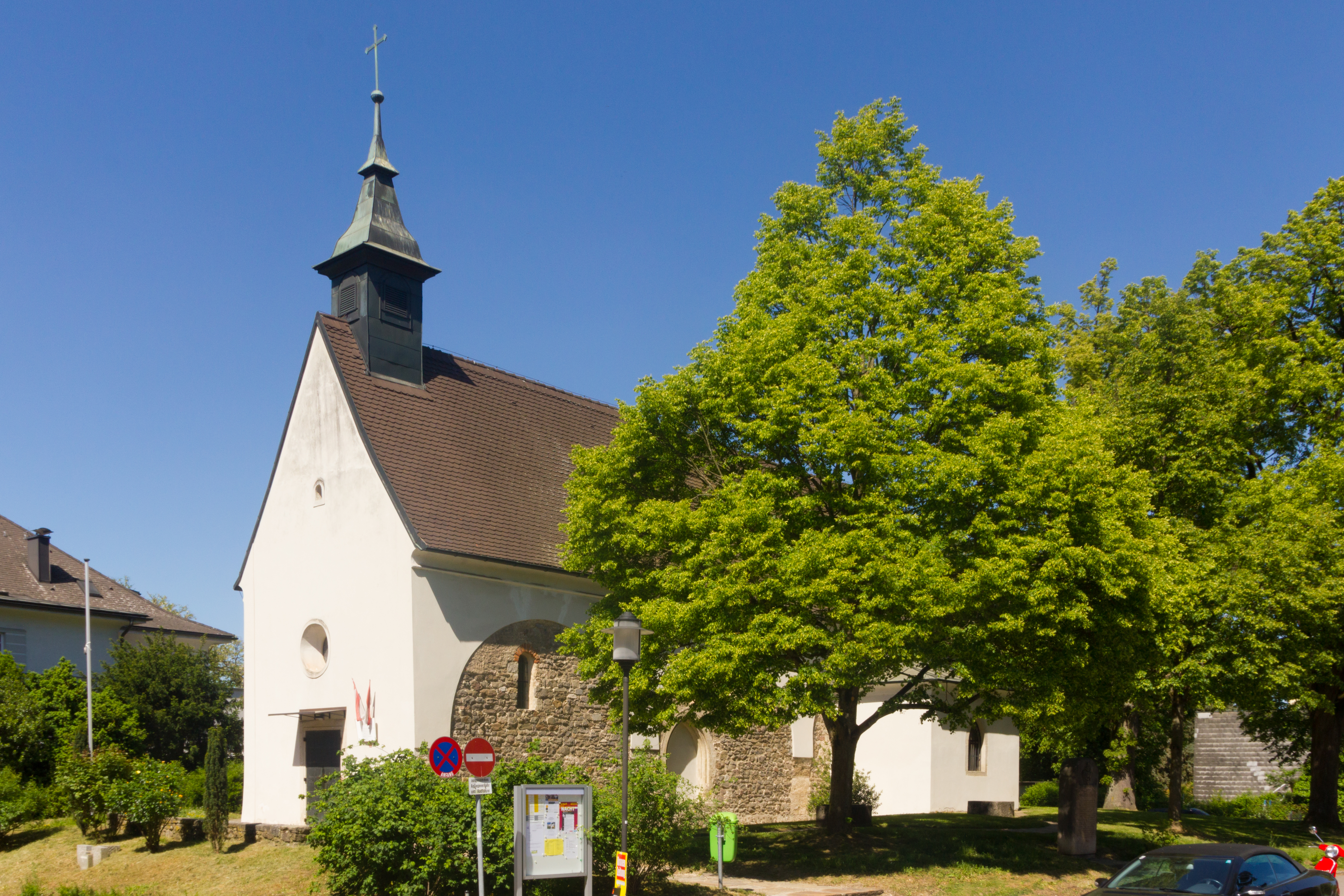
Kościół św. Marcina

Kościół św. Marcina (niem. Martinskirche) – najstarszy rzymskokatolicki kościół w Linzu, według niektórych źródeł również w Austrii. Najstarsza wzmianka pochodzi z 799 roku, zbudowany z materiałów pozyskanych z rzymskich budowli, m.in. wykorzystano 10 rzymskich nagrobków. W średniowieczu zbudowane zostały gotyckie okna i portale oraz prezbiterium. Na północnej ścianie kościoła XV-wieczne freski przedstawiające Matkę Boską.